# Craugastor evanesco
Craugastor evanesco é uma espécie de anfíbio anuro da família Craugastoridae. Está presente no Panamá.